# Volutifusus
Volutifusus là một chi ốc biển, là động vật thân mềm chân bụng sống ở biển trong họ Volutidae.

## Các loài
Các loài thuộc chi Volutifusus bao gồm:
- Volutifusus aguayoi (Clench, 1940)[2]
- Volutifusus piratica (Clench & Aguayo, 1940)[3]
- Volutifusus torrei (Pilsbry, 1937)[4]